# Edgar Hoffmann
Edgar Hoffmann ist ein ehemaliger deutscher Fußballtrainer.

## Karriere
Hoffmann übernahm im September 1991 den TuS Niederkirchen von Jürgen Heimann, der die Frauenfußballmannschaft seit der Saison 1981/82 trainiert hatte. Hoffmann erreichte mit der Mannschaft am Saisonende den zweiten Platz in der Gruppe Süd der seinerzeit zweigleisigen Bundesliga. Damit zur Teilnahme an der Endrunde um die Deutsche Meisterschaft berechtigt, verlor seine Mannschaft im Halbfinale gegen den späteren Deutschen Meister TSV Siegen sowohl im Hin- als auch im Rückspiel im Gesamtergebnis mit 1:4. Gegen diese Mannschaft verlor sie auch mit 0:3 im Viertelfinale des DFB-Pokal-Wettbewerbs.
Die Folgesaison wurde zur erfolgreichsten des Vereins, auch wenn die Mannschaft erneut im DFB-Pokal-Viertelfinale mit 0:1 im eigenen Stadion gegen den VfB Rheine vorzeitig ausscheiden musste. Hoffmann ließ die Mannschaft souverän spielen, sodass die Gruppe Süd mit sieben Punkten auf den Zweitplatzierten, den FSV Frankfurt, beendet wurde; alle Heimspiele wurden seinerzeit und erstmals auf dem Rasenplatz des VfB Iggelheim ausgetragen. Über Grün-Weiß Brauweiler gelangte seine Mannschaft am 20. Juni 1993 in Limburgerhof ins  Finale um die Deutsche Meisterschaft. Die Begegnung im Waldstadion mit dem TSV Siegen wurde – wenn auch erst nach Verlängerung – durch die beiden Tore von Heidi Mohr mit 2:1 gewonnen.
1993/94, erneut als Sieger aus der Gruppe Süd hervorgegangen, unterlag seine Mannschaft im Meisterschaftshalbfinale Grün-Weiß Brauweiler mit 1:5 im Hin- und 0:4 im Rückspiel recht deutlich. Im DFB-Pokal-Achtelfinale unterlag sie beim VfB Rheine mit 0:2 im Elfmeterschießen.
In seiner letzten Saison als Trainer des TuS Niederkirchen, scheiterte der TuS im Pokalwettbewerb bereits in der 2. Runde mit 1:3 am VfR 09 Saarbrücken und in der Meisterschaft wurde er nur Sechster.
Hoffmann, der eine langjährige Verbundenheit zum VfB Iggelheim pflegt, ist 1. Vorsitzender des Vereins, auch nach der Fusion mit dem FC Palatia Böhl zur SG Böhl-Iggelheim, aus der gleichnamigen Gemeinde im Rhein-Pfalz-Kreis.

## Erfolge
- Deutscher Meister 1993